# Kathrin Dumitru
Kathrin Dumitru (* 30. Oktober 1980 in Fulda) ist eine deutsche Schwimmerin und Olympiateilnehmerin.  Sie startete für den SC Magdeburg. 

## Leben und Karriere
Die 1,76 m große und 60 kg schwere Athletin konnte sich mehrfach bei nationalen Meisterschaften platzieren:
- Deutsche Meisterschaften:
  - 100 m Brust: Meisterin 1996
  - 200 m Brust: Meisterin 1996
  - 200 m Delfin: Vizemeisterin 1998, Platz 3 1999
- Deutsche Meisterschaften Kurzbahn:
  - 200 m Brust: 1994 Platz 3, 1995 und 1996 Vizemeisterin
  - 100 m Delfin: 1998, 1999 und 2000 Platz 3
  - 200 m Delfin: 1998 und 1999 Vizemeisterin, 2000 Platz 3
  - 400 m Lagen: 2000 Platz 3

Kathrin Dumitru startete bei den Olympischen Spielen 1996 in Atlanta über 100 und 200 m Brust, konnte sich aber nicht für das B-Finale qualifizieren.  Ihre Ergebnisse:
- 100 m Brust: Platz 26  (1:11,92 min)
- 200 m Brust: Platz 31  (2:37,07 min)
- 4 × 100 m Lagenstaffel (Team: Antje Buschschulte (R), Katrin Dumitru (B), Franziska van Almsick (S) und Sandra Völker (F)): Finalteilnahme und Platz 6 in 4:09,22 min